# Frans Raats
Frans Raats was een Belgisch syndicalist en politicus voor de Katholieke Partij en vervolgens de CVP.

## Levensloop
Raats was actief als vakbondssecretaris voor het ACV.
Daarnaast maakte hij deel uit van de Lierse gemeenteraad. Na de gemeenteraadsverkiezingen van 1933 werd hij opgenomen in het schepencollege. Op 3 april 1941 werd hij aangesteld als waarnemend burgemeester ter vervanging van Joseph Van Cauwenbergh, die naar aanleiding van de door de Duitsers ingestelde (en door de secretaris-generaal van het Ministerie van Binnenlandse Zaken en Volksgezondheid Gérard Romsée gesteunde) ouderdomsverordening (Überalterungsverordnung) van 7 maart 1941 was teruggetreden. Deze functie oefende hij uit tot de aanstelling van Alfred Van der Hallen (VNV) op 26 oktober 1941 als oorlogsburgemeester.
Kort nadat hij er door de UHGA-secretaris van werd beschuldigd de integratie van het ACV in de UHGA te saboteren, kreeg Raats door de Militärverwaltung een ambtsverbod opgelegd. Twee  maanden na zijn ontslag (22 april 1942) uit het schepencollege werd hij opgevolgd door Lode Van de Zande, die lid was van DeVlag en de Algemeene SS-Vlaanderen.
Na de bevrijding nam hij zijn schepenmandaat opnieuw op, een functie die hij ook na de gemeenteraadsverkiezingen van 24 november 1946 bleef uitoefenen.